# Skattungbyn
Skattungbyn è un'area urbana della Svezia situata nel comune di Orsa, contea di Dalarna.
La popolazione rilevata nel censimento 2010 era di 295 abitanti .